# Urr György
Urr György (Marosvásárhely, 1830. június 24. – Marosvásárhely, 1883. december 29.) magyar pedagógus, szerkesztő.

## Élete
Szülővárosában, Marosvásárhelyen végezte el bölcseleti és teológiai tanulmányait. 1855-től két éven át filozófiát és teológiát hallgatott a Marburgi Egyetemen. 1857-ben a marosvásárhelyi kollégium segédtanára lett belőle. 1864-től a régi nyelvek és a történelem rendes tanára, majd 1864 szeptemberétől a kollégium igazgatója volt. Emellett a kollégium évkönyveit is szerkesztette az 1864–1865-ös iskolai tanévtől kezdődően egészen az 1878–1879-es iskolai tanév végéig. 1876-ban a Kemény Zsigmond Irodalmi Társaság megalapításában is részt vett.